# Neosho Rapids
Neosho Rapids es una ciudad ubicada en el condado de Lyon en el estado estadounidense de Kansas. En el año 2010 tenía una población de 265 habitantes y una densidad poblacional de 203,85 personas por km².

## Geografía
Neosho Rapids se encuentra ubicada en las coordenadas 38°22′7″N 95°59′31″O / 38.36861, -95.99194 (38.368716, -95.991901).

## Demografía
Según la Oficina del Censo en 2000 los ingresos medios por hogar en la localidad eran de $29,423 y los ingresos medios por familia eran $35,250. Los hombres tenían unos ingresos medios de $28,750 frente a los $20,000 para las mujeres. La renta per cápita para la localidad era de $13,239. Alrededor del 10.8% de la población estaban por debajo del umbral de pobreza.